# Calopogon barbatus
Calopogon barbatus es una especie de orquídea de hábito terrestre que es originaria de Norteamérica.

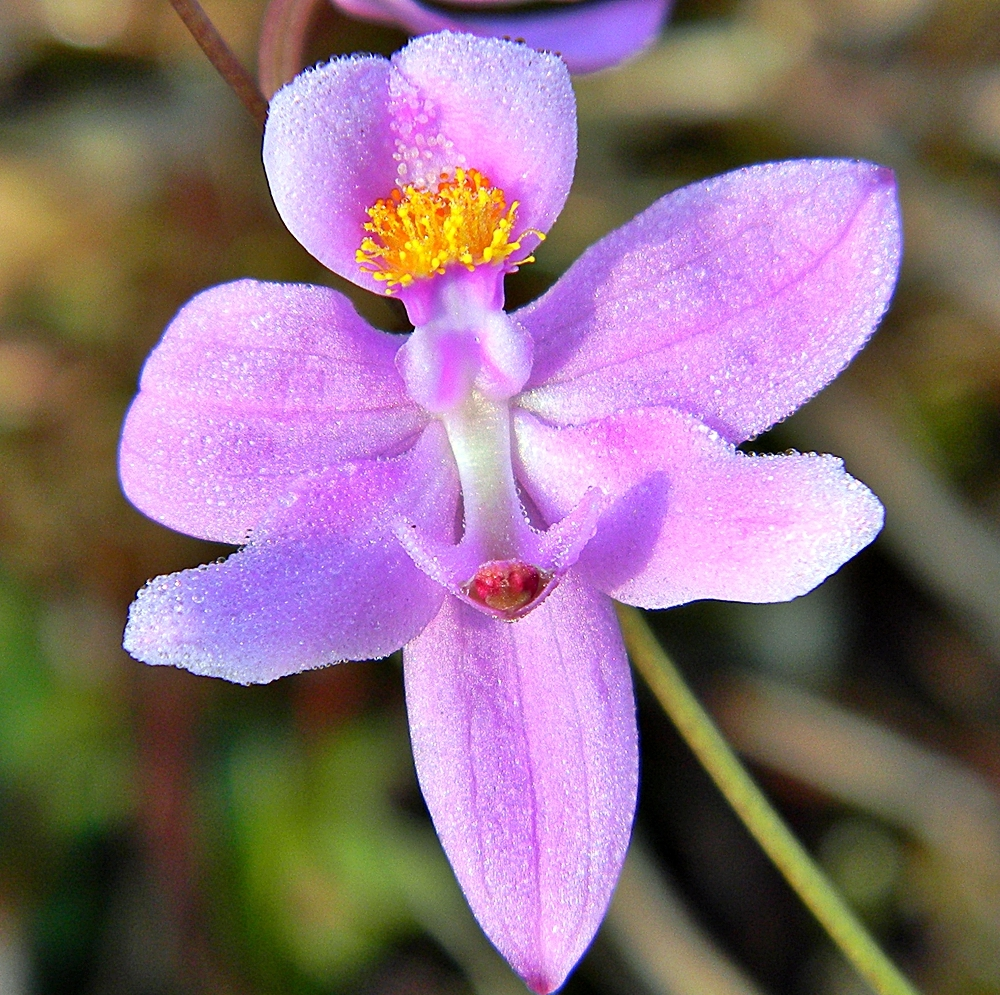
Detalle de la flor

## Descripción
Es una orquídea de  pequeño tamaño, con hábito de crecimiento terrestre y con un bulbo subterráneo que da lugar a hojas estrechamente lineales, largo acuminadas. Florece en el invierno y principios de primavera tarde en una inflorescencia basal, de 45 cm   de largo, subcapitate, delgado, erguido al arco, con pocas a varios flores que abren sucesivamente.

## Distribución y hábitat
Encontrada en el sudeste de EE. UU.

## Taxonomía
Calopogon barbatus fue descrita por (Walter) Ames  y publicado en Orchidaceae 2: 272. 1908.
Etimología
Calopogon: nombre genérico que proviene del griego y significa "hermosa barba", en referencia a la agrupación de pelos que adornan el labelo.
barbatus: epíteto latino que significa "con barbas".
Sinonimia
- Calopogon parviflorus Lindl.
- Calopogon parviflorus Raf.
- Calopogon pulchellus var. graminifolius Elliott
- Helleborine graminifolia (Elliott) Kuntze
- Limodorum barbatum (Walter) Lam.
- Limodorum parviflorum Nash
- Ophrys barbata Walter[3][4]